# ゴーストロン
ゴーストロンは特撮テレビドラマ『帰ってきたウルトラマン』をはじめとする「ウルトラシリーズ」、『レッドマン』に登場する架空の怪獣である。別名は爆弾怪獣。英字表記はGHOSTRON。

## 『帰ってきたウルトラマン』に登場するゴーストロン
『帰ってきたウルトラマン』第8話「怪獣時限爆弾」に登場。
愚鈍な性質の地底怪獣。通常は地中で生活しており、視力も20メートル程度しか見えないほど退化しているが、聴覚が発達しており、音に反応すると通常より動きが速くなる。地底を1日に半径約20キロメートル掘りながら移動する。主に金を食べている。武器は口から放射する火炎だが、視力の弱さゆえにかなり命中率は低い。
地上に出ていたところをMATのパトロール機に発見され、郷隊員操縦のマットアロー2号が発射した岸田隊員発明の新型ウルトラロケット弾「X弾」が尻尾の表皮から30センチメートル内側に突き刺さるが、発射の際に誤って10時間後にタイムリミットを迎える時限装置を設定してしまい、尻尾に突き刺さったまま、地中へ逃亡する。その後、東京都心へ向かう動きを一時みせるが、方向を変えて日々化学のダイナマイト工場が存在する青木高原へ向かった際に偵察中のマットジャイロの飛行音と工場のサイレンに反応し、そのまま工場のそばに居座って眠り込む。やがて、音には敏感に反応することを見破った郷が、改造したマットジープに装備したサイレンを使って誘導して工場から引き離すことに一時成功するが、またしても工場のサイレンに反応してジープが破壊され、元の位置へ戻ってしまう。郷が変身したウルトラマンジャックもX弾とダイナマイト工場のために光線技を使用できずにいたが、ウルトラドリルで一旦地中へ潜ったジャックに真下からウルトラリフティングで身体を持ち上げられ、そのまま空の彼方に運ばれた末に宇宙空間でタイムリミットを迎え、爆死する。
- スーツアクター：遠矢孝信（ノンクレジット）[9][5]
- 着ぐるみは第1話「怪獣総進撃」に登場するアーストロンの改造[出典 3][注釈 2]。
- 小学館の学年誌記事など、関連書籍ではアーストロンの弟とされているが[11]、劇中での言及はない。
- 放映当時の雑誌では「身長：55メートル、体重：4万4千トン」と説明されており、これが公式設定とされていた[7]が、劇中で「身長：40メートル、体重：2万トン」と説明する台詞があることから、後年には改定された。しかし、改定以前の作品である『ザ☆ウルトラマン』登場時（1979年）には、前者を踏襲している。

## 『ザ☆ウルトラマン』に登場するゴーストロン
『ザ☆ウルトラマン』第27話「怪獣島浮上!!」に登場。
怪獣墓場で眠っていた個体がバラドン星人に蘇生させられ、アーストロン、レッドキング、ゴキネズラ、アボラス、バニラと共に怪獣島に収容されて地球へ送りこまれる。口から輪のようなマグマ光線（高熱光線）を吐き、背びれからは電磁波を放射する。アーストロンと共に出現するが、ゴキネズラとの乱戦中にアーストロンの腕を齧り、レッドキングの光線で倒される。
- デザインはアーストロンと同様の点で『帰ってきたウルトラマン』の登場個体とは大きく異なるうえ、こちらは体色も金系ではなく赤系となっている[19]。

## 『レッドマン』に登場するゴーストロン
『レッドマン』第27話、第28話、第57話、第80話、第84話、第88話、第90話、第92話、第93話に登場。
- 第27話：単身でレッドマンと戦うが、レッドアローで倒される。
- 第28話：サドラを倒した後、レッドマンと戦うが、ニー・ドロップで倒される。
- 第57話：ペギラと共にレッドマンと戦うが、レッドフォールで倒される。
- 第80話：ペギラと共にレッドマンと戦うが、レッドキックで倒される。
- 第84話：単身でレッドマンと戦うが、レッドキックで倒される。
- 第88話：単身でレッドマンと戦うが、レッドフォールで倒される。
- 第90話：ササヒラーと共にレッドマンと戦うが、レッドナイフを頭に刺されて倒される。
- 第92話：ペギラと共にレッドマンと戦うが、レッドアローで倒される。
- 第93話：ペギラ、ササヒラーと共にレッドマンと戦うが、レッドキックで倒される。

スーツは『帰ってきたウルトラマン』の撮影に使用したもの。第57話以降から金色の塗料が剥がれ、改造前のアーストロン当時の青い地肌が露出している。

## その他
- 『ウルトラファイト』第196話「怪獣死体置場」で円谷プロの着ぐるみ倉庫に吊り下げられている。
- 『ウルトラマン80』第29話において、渓谷怪獣キャッシーがゴーストロンに似ていたため、UGMではその生態を元に対策が立てられる[3]。決定稿台本ではティラノサウルスだったが、アフレコ時に変更となった[20]。
- 映画『大怪獣バトル ウルトラ銀河伝説 THE MOVIE』では、ベリュドラの体を構成する怪獣の1体として姿が確認できる。
- 『ウルトラゾーン』第4話のミニコーナー「怪獣ことわざ」に、「郷に入ればゴーストロンに従え」という絵が登場する[21]。
- 漫画『ウルトラマンSTORY 0』では、第53話 - 第55話にアーストロンと共に登場。ペーレが「風の国」へ侵攻するためにガッツ星人から与えられた金属に命を吹き込むカプセルにより、鉄像から怪獣化する。凄まじく高い体温にはウルトラ戦士でさえ耐えられず、怪力で初代ウルトラマンとジャックの腕を折る。最後はヒドラの強風で体温を下げられ、動きが鈍ったところに風を利用した初代ウルトラマンの飛び蹴りで倒される。